# Zlaté Klasy
Zlaté Klasy (Hongaars:Nagymagyar) is een Slowaakse gemeente in de regio Trnava, en maakt deel uit van het district Dunajská Streda.

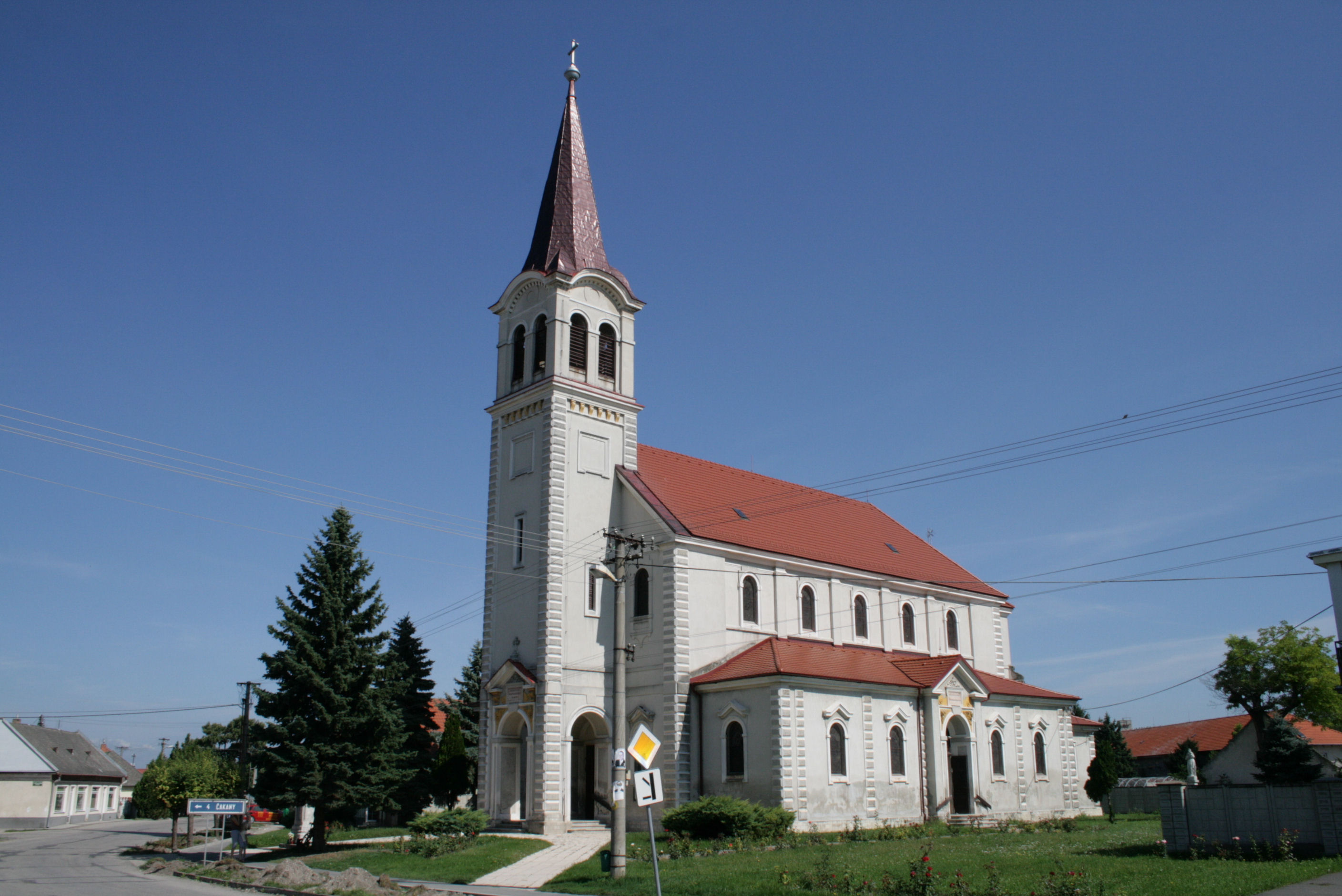
Kerk van Zlaté Klasy

Zlaté Klasy telt 3604 inwoners.